# NGC 4822
NGC 4822 (również PGC 44236) – galaktyka eliptyczna (E-S0), znajdująca się w gwiazdozbiorze Panny. Odkrył ją 21 kwietnia 1882 roku Wilhelm Tempel.